# Naturaleza muerta II
Naturaleza muerta II es una escultura de Julio González realizada aproximadamente el 1929. Actualmente se expone en el Museu Nacional d'Art de Catalunya.

## Descripción
El escultor Juli González aprendió su oficio en el taller de metalistería que su padre tenía en la rambla de Catalunya. Instalado en París desde principios del siglo XX, se dedicó a la pintura y a la orfebrería, y no fue hasta finales de los años 1920 cuando optó definitivamente por la escultura y llegó a ser figura principal de las vanguardias europeas. Estimulado por sus amigos Picasso y Gargallo, pero gracias sobre todo a su trabajo, creó un lenguaje escultórico propio, fruto de su experimentación formal con el hierro. «Naturaleza muerta II» muestra su capacidad de combinar de manera magistral la materia y el vacío y para extraer insospechadas posibilidades expresivas de una simple plancha de hierro.

## Exposiciones
- Juli González. Retrospectiva 28 de octubre de 2008 – 25 de enero de 2009. Museu Nacional d'Art de Catalunya (MNAC)
- Julio González. Retrospectiva 11 de marzo – 1 de junio de 2009. Museo Nacional Centro de Arte Reina Sofía (MNCARS)

## m
1. ↑  Ficha online del Mnac